# Dekanat nasielski
Dekanat nasielski – dekanat diecezji płockiej z siedzibą w Nasielsku.
| Lp. | Miejscowość / parafia                          | Czas powstania | Proboszcz / administrator                  | Zdjęcie |
| --- | ---------------------------------------------- | -------------- | ------------------------------------------ | ------- |
| 1   | Cieksyn św. Rocha                              | poł. XIV w.    | ks. dr Ryszard Kolczyński od 2015          |         |
| 2   | Joniec św. Ludwika                             | XII w.         | ks. mgr Włodzimierz Czarnomski od 2007     |         |
| 3   | Klukowo św. Stanisława BM                      | poł. XIV w.    | ks. mgr Andrzej Chmieliński od 2015        |         |
| 4   | Nasielsk św. Wojciecha                         | XI w.          | ks. kan. mgr Szczepan Janusz Bugaj od 2023 |         |
| 5   | Nowe Miasto św. Anny                           | 1388           | ks. kan. mgr Wojciech Brzozowski od 2007   |         |
| 6   | Nuna bł. ks. Jerzego Popiełuszki               | 2011           | ks. mgr Waldemar Marciniak od 2019         |         |
| 7   | Stare Pieścirogi św. Katarzyny                 | 1991           | ks. mgr Sławomir Wiśniewski od 2018        |         |
| 8   | Strzegocin Matki Boskiej Szkaplerznej          | 1385           | ks. mgr Andrzej Zych od 2014               |         |
| 9   | Winnica Matki Bożej Pocieszycielki Strapionych | XIII w.        | ks. mgr Zbigniew Maciejewski od 2010       |         |
| 10  | Stara Wrona św. Stanisława BM                  | ok. 1402       | ks. mgr Grzegorz Adam Ostrowski od 2025 r. |         |

stan na dzień 14.07.2025